# Embrikstrandia fujianensis
Embrikstrandia fujianensis är en skalbaggsart som beskrevs av Hua 1987. Embrikstrandia fujianensis ingår i släktet Embrikstrandia och familjen långhorningar. Inga underarter finns listade i Catalogue of Life.